# نوفي-ليس-دام (آن)
نوفي-ليس-دام (بالفرنسية: Neuville-les-Dames)‏ هي بلدية فرنسية تقع في إقليم الآن في فرنسا. رمز إنسي لها هو:1272. أما الرمز البريدي لها فهو: 1400.